# 해남 운곡사 영모당
해남 운곡사 영모당은 대한민국 전라남도 해남군 계곡면, 운곡사에 있는 사우이다. 2011년 12월 29일 해남군의 향토문화유산 제22호로 지정되었다.

## 개요
운곡사는 1946년 예양사에서 분단된 長興任氏 祠宇이다. 이중 永慕堂으로 이름 한 이 건물은 서기 1918년 옛 사우를 중수한 것으로 건물은 목조기와 건물 4채를 세로로 배치하였고 정면 4칸 측면 2칸의 규모이며, 지붕옆면은 팔자 모양이고 팔작지붕 형식으로 지역 특유의 제작 양식을 잘 갖추고 있다. 
운곡사에는 1명의 효자와  6명의 임진왜란 공신(임근, 임희진, 임자영, 임영길, 임천감, 임석, 임준) 등 총 7위를 배향하고 있었으나, 2013년 임충식 전 국방부장관을 추가로 배향하고 있다.